# 澳門巴士2路線
澳門巴士2路線是由澳巴經營，往返永寧廣場和媽閣的巴士路線。

## 簡介及歷史
- 本線是澳門其中一條歷史悠久的路線，1963年9月10日開辦，最初是來往內港總站至跑狗場的循環線，以配合跑狗場落成營運，由海傍總站開出，經新馬路，南灣街，水坑尾，東望洋斜巷，東望洋街，士多紐拜斯大馬路，美副將，提督馬路，高士德，荷蘭園，水坑尾，南灣街，新馬路，最後返回總站。

- 1986年，總站由內港總站遷至司打口。

- 年份不詳，總站司打口遷至媽閣總站。

- 1990年，因祐漢發展，總站遷往祐漢馬場海邊馬路。

- 1995年，總站再遷往順景廣場。

- 1990年8月，改為全空調服務。

- 本線原設有一條短線往返於順景廣場和南灣／羅保博士街，於2009年4月26日，交通事務局實施第二階段巴士路線調整時取消。[1]

- 2010年8月21日起，交通事務局檢討實施三個月的新馬路公交專道後，為避免所有巴士集中在永亨銀行外之巴士站上落客導致互相阻礙，同時藉以增加新馬路下段之人流，改善營商環境，本線取消停靠永亨銀行門外之巴士站，改停靠「金碧文娛中心」站。[2]

- 2011年8月1日起，本線改由澳巴經營。

- 2014年3月1日起，取消途經看台街及永寧廣場，改由長壽大馬路經中心街、菜園路往順景廣場，藉以減少路線的彎繞度，提升運轉效率。[3]

- 2015年6月12日起，本線改道至新雅馬路與慕拉士大馬路之連接通道，取消停靠「慕拉士／飛通大廈」站。[4]

- 2016年4月23日，取消停靠「媽閣廟前地」、「河邊新街／媽閣」站，改為停靠「河邊新街／凱泉灣」站。[5]

- 2016年7月2日，因應早前慕拉士大馬路往漁翁街方向取消右轉往新雅馬路行車天橋的行車安排，臨時停靠「慕拉士／飛通大廈」站，及後改為永久停靠。[6]

- 2016年11月5日，因重整祐漢區巴士站點分佈及路線行程，取消停靠「翡翠廣場」及「祐漢公園」站。[7]

- 2016年12月10日，本站由「順景廣場總站」改名「永寧廣場總站」。 [8]

- 2017年4月9日，取消停靠「祐漢第二街」站，改停靠新設的「長壽大馬路／勝意樓」站。[9]

- 2017年10月14日，因交通事務局收緊對嘉樂庇總督大橋的通行重量限制，本線部分五洲龍中巴被調往52路線，同時調入宇通ZK6118HGE行駛本線。

- 2017年12月15日，配合輕軌媽閣站前期建造工程，本線改為循環線。

- 2017年12月20日，取消停靠「馬場東大馬路」站。

- 2018年6月30日，因新馬路排水系統工程影響，本線暫不停靠「媽閣總站」、「河邊新街／凱泉灣」、「河邊新街／李道巷」、「火船頭街」、「新馬路／大豐」站。

- 2018年8月17日起，新馬路恢復雙向行車，本線恢復原線行駛。

- 2019年3月1日，配合慕拉士大馬路公共房屋項目施工及考慮乘客的候車安全，取消「慕拉士／發電廠」站。

- 2019年4月6日，為配合“內港北雨水泵站箱涵渠建造工程”，暫不停靠“金碧文娛中心”站。

- 2019年8月31日起，因“內港北雨水泵站箱涵渠建造工程”已完工，開始恢復原線停靠。

- 2020年1月20日起，“火船頭街”改名為“內港客運碼頭”，並往司打口方向遷移。[10]

- 2020年3月12日起，“水坑尾街”改名為“水坑尾／天神巷”。[11]

- 2020年12月底至2021年初，受慕拉士大馬路下水道工程影響，暫不停靠「慕拉士／飛通大廈」站。

- 2021年11月27日起，“慕拉士馬路／望廈”站更名為“慕拉士馬路／望善樓”。[12]

- 2022年2月26日起，本線恢復為雙向線，於“永寧廣場總站”開出的首班車維持06:15，而“媽閣總站”的首班車為06:30。[13]

- 2022年6月24日01:00起，因應翡翠廣場實施封控措施，「中心街」站暫停使用。[14]

- 2022年7月11日至17日，因實施「全澳相對靜止管理」措施，本線暫停營運。[15]

- 2022年7月18日至22日，因宣佈延長“相對靜止管理”措施，本線維持上述措施。[16]

- 2022年7月23日起，因“相對靜止管理”結束，本線恢復營運。[17]

- 2022年12月3日起，本線總站調整至“媽閣交通樞紐”，原“媽閣總站”調整為中途站並更名為“西灣湖景大馬路／媽閣碼頭”。[18][19][20][21][22][23]

- 2025年1月27日起，「金碧文娛中心」站改名為「新馬路／金碧坊」。[24]

- 2025年4月18日起，新增停靠“慕拉士馬路／望信樓”站。[25]

## 本線特色
- 本線為首條且唯一一條使用大巴行駛髮夾彎的路線。

## 使用車輛

### 福利時期
- Bristol L5G（1939-1950年出廠）（主車）
- Bristol LS5G（1950年代出廠）（主車）
- 亞比安巴士（特見）

### 新福利時期
1989-1990年8月：
- 1981-1982年亞比安
- 1983年ISUZU（S01-S04）無冷氣

1990年7月中：

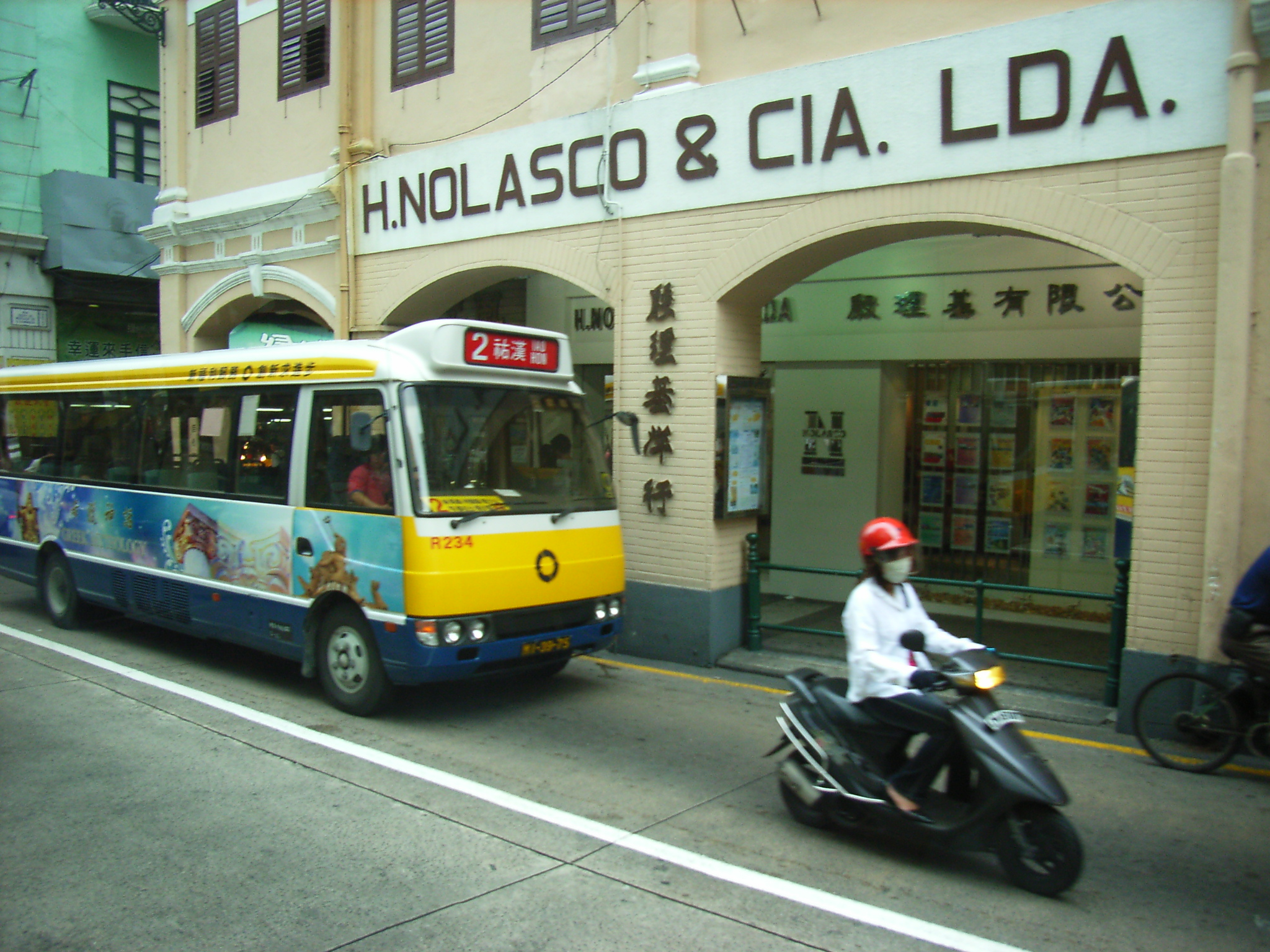
三菱Rosa
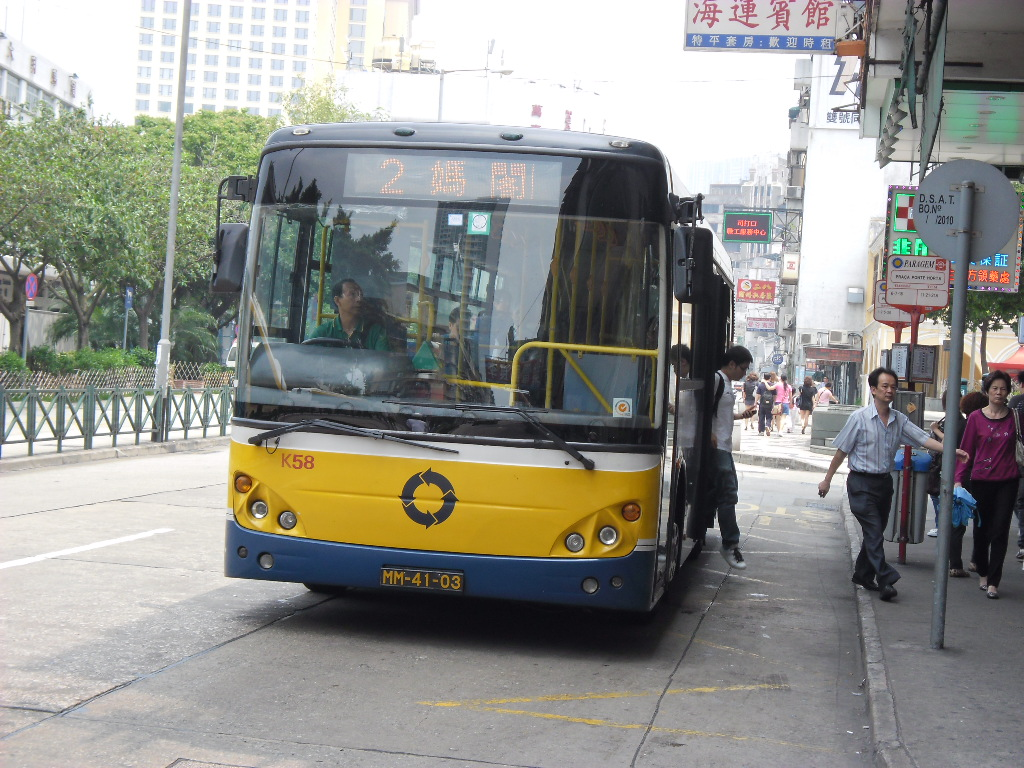
蘇州金龍KLQ6930G
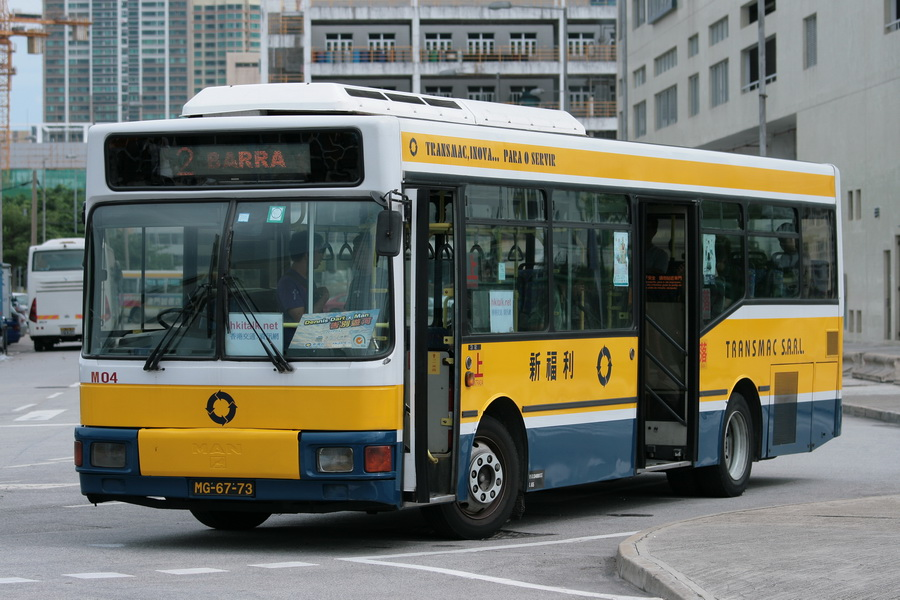
猛獅13.230 HOCL/R

- 1997年Benz O814型中巴

2007年 - 2011年7月31日：
- 2007年蘇州金龍KLQ6930G
- 三菱FUSO大巴
- 2008年蘇州金龍KLQ6101GE3

### 澳巴時期
2017年10月14日前：

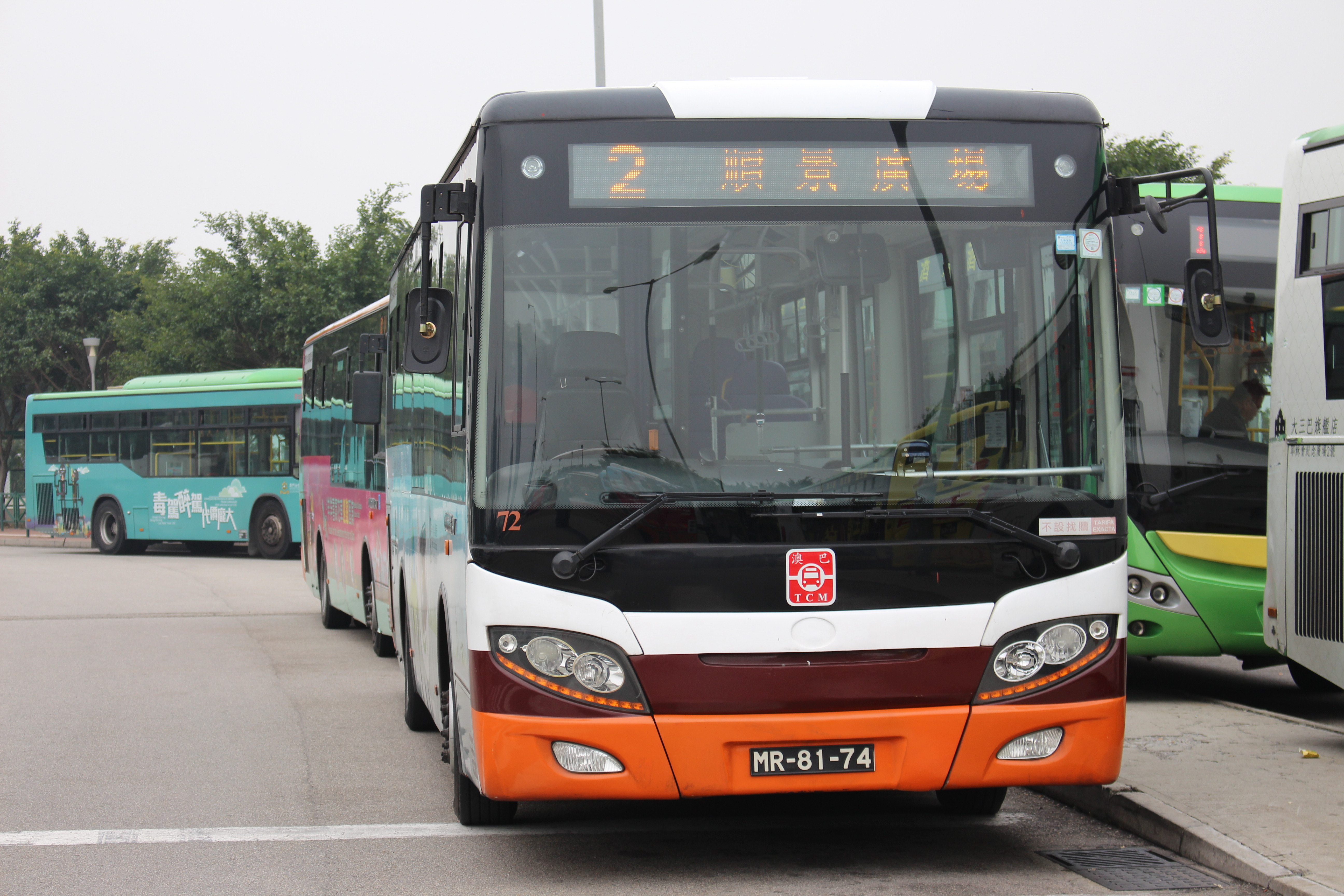
五洲龍FDG6751G（2011年8月份初期）
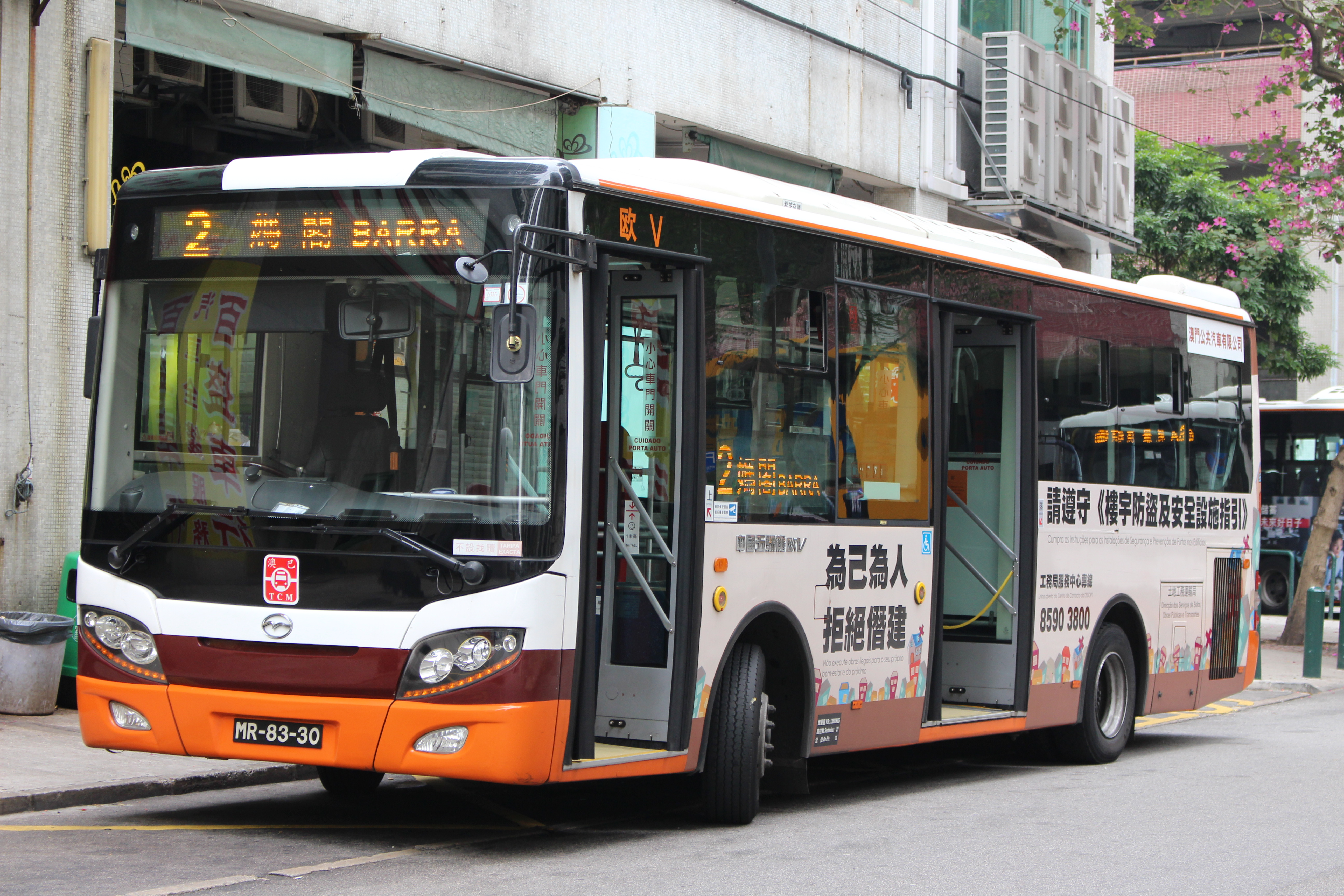
五洲龍FDG6920BG（2011年8月-2013年）
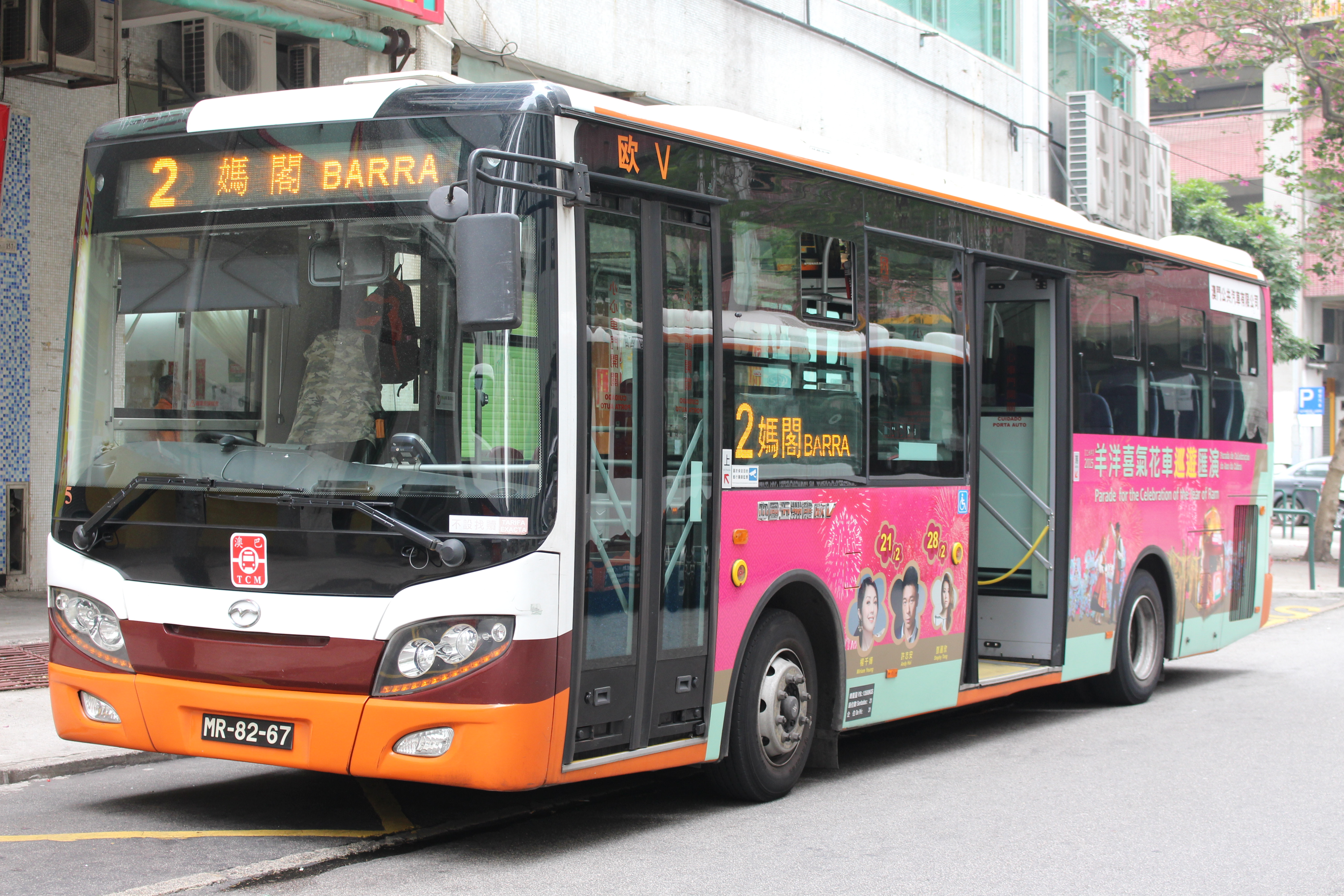
五洲龍FDG6951G
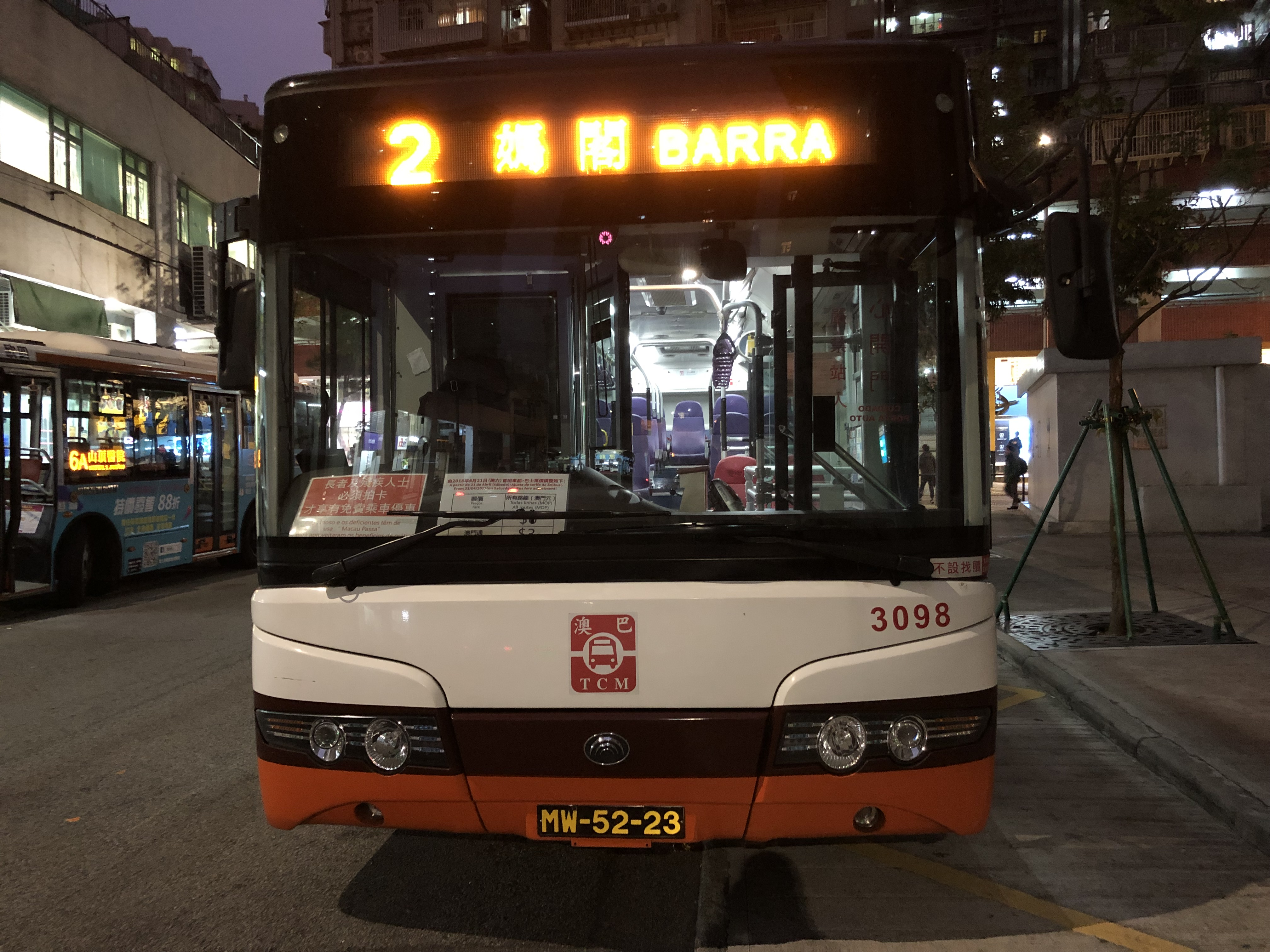
宇通ZK6115HG1
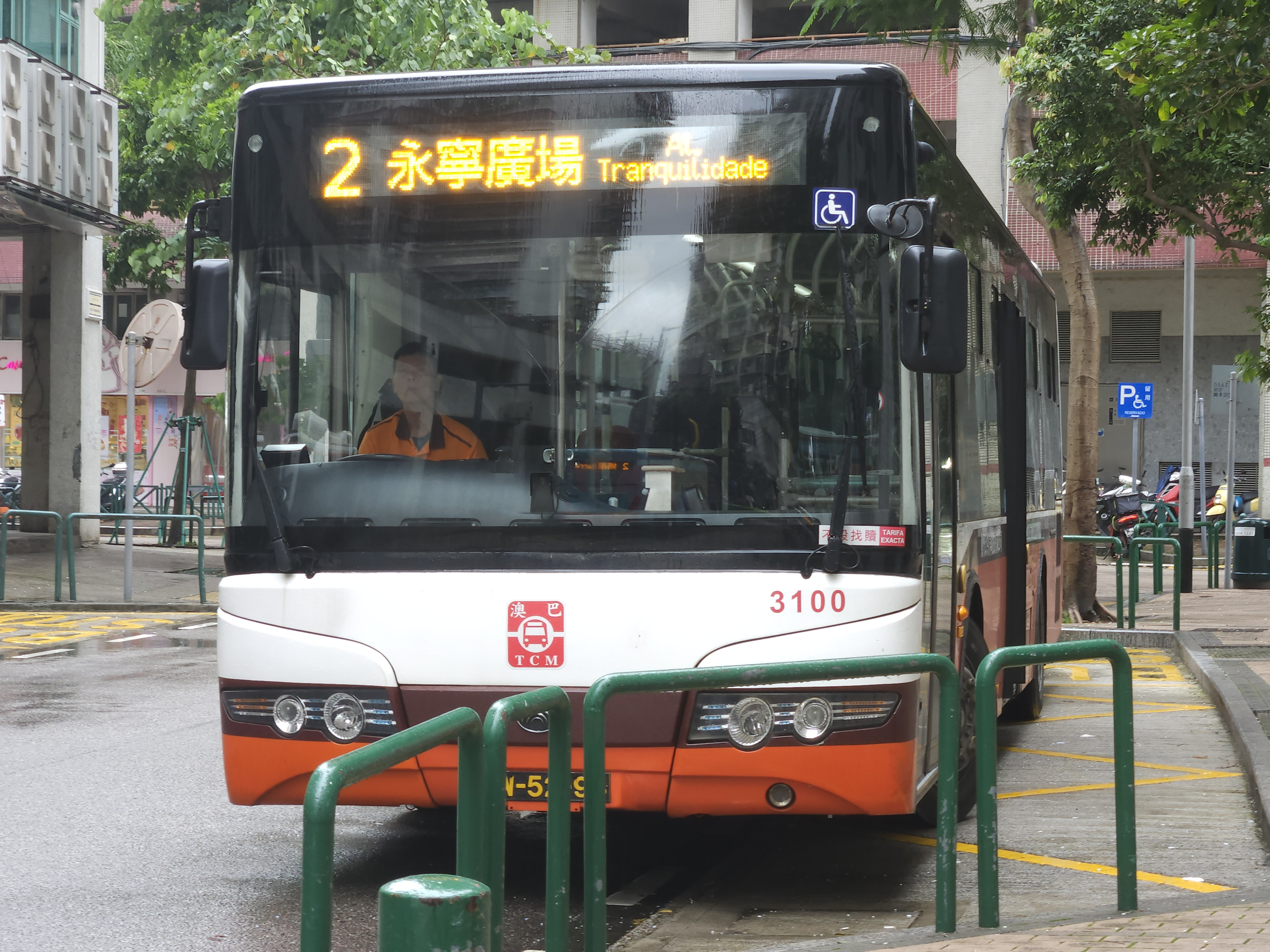
宇通ZK6115HG1
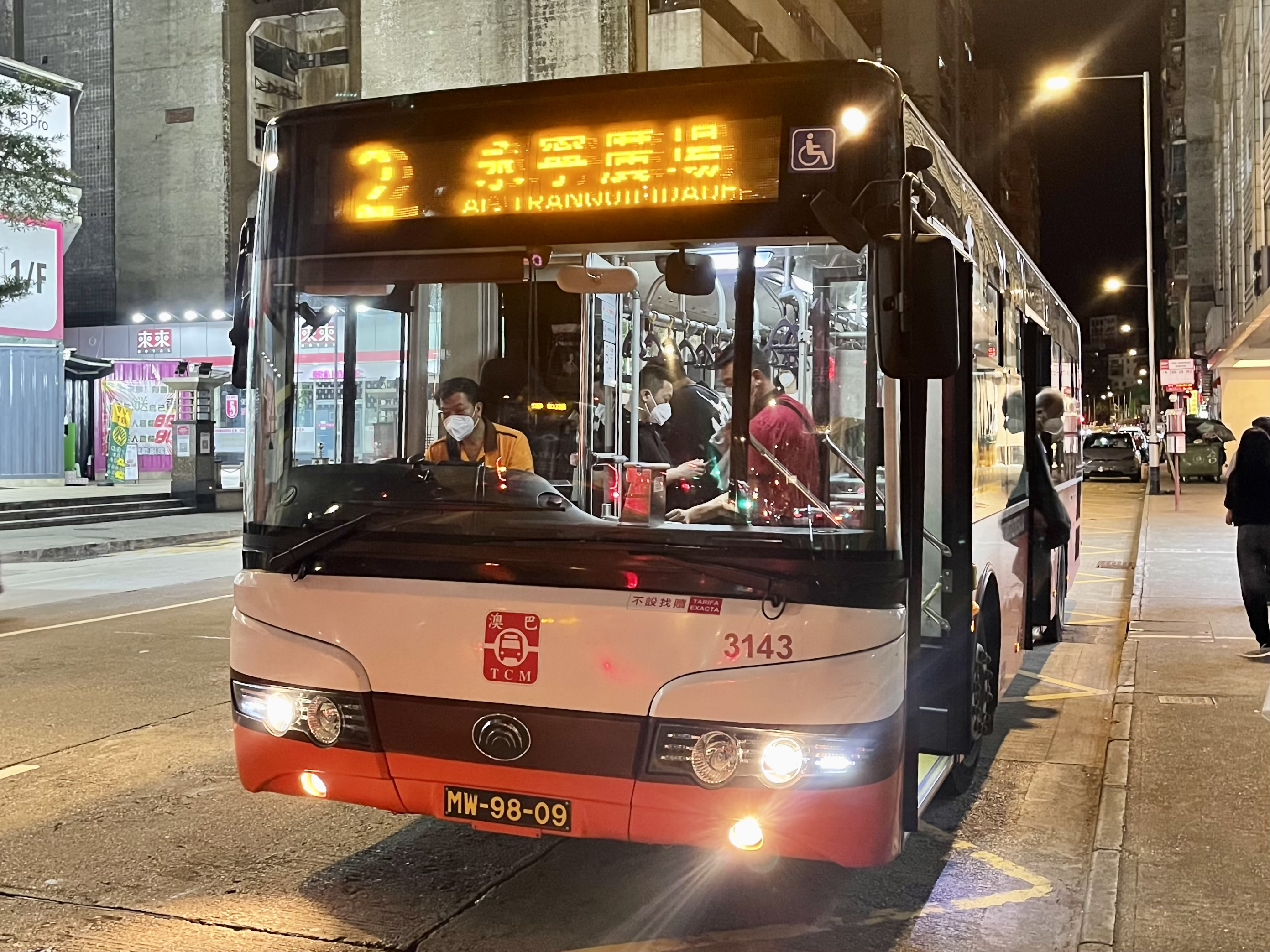
宇通ZK6105HG
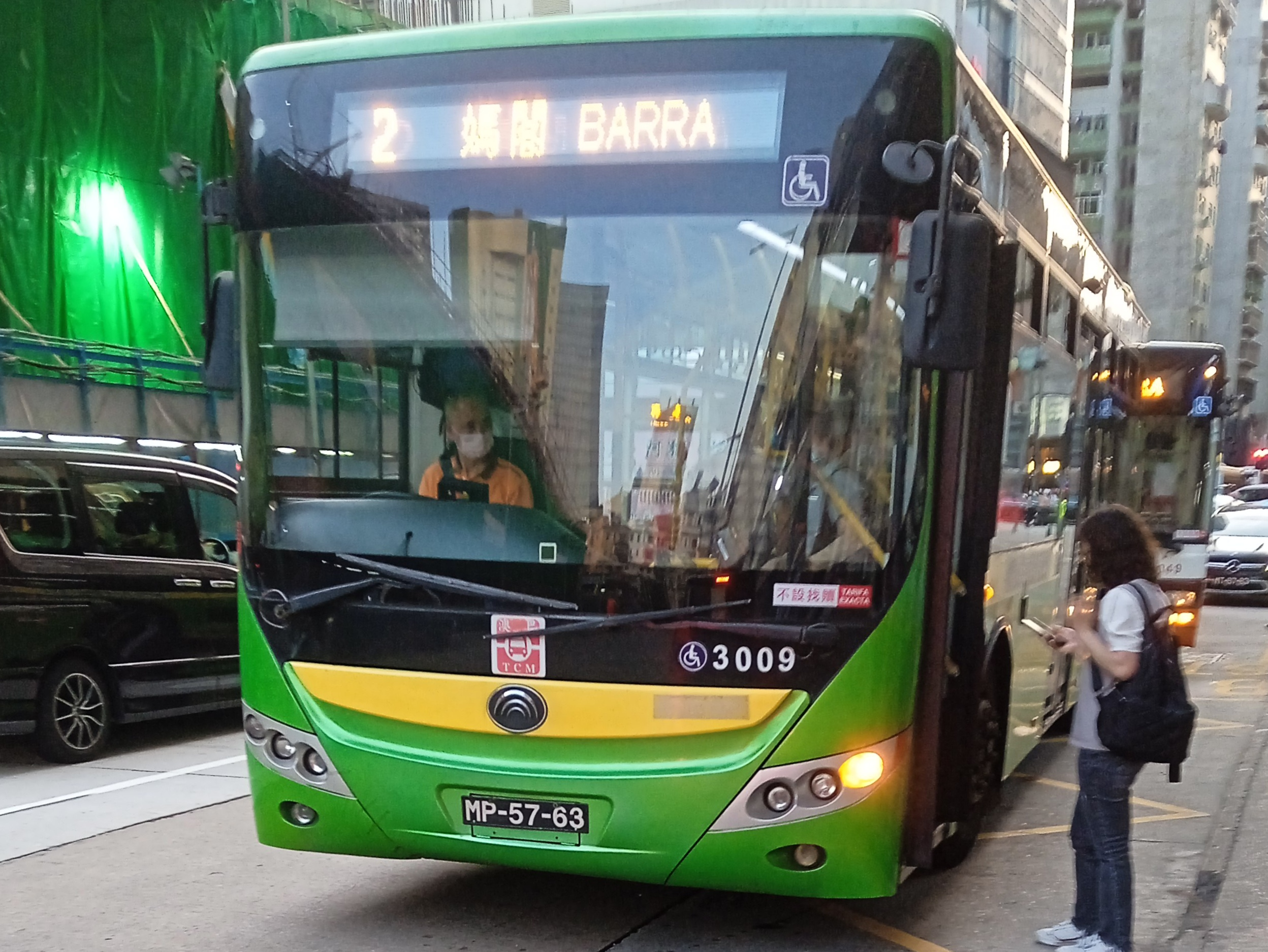
宇通ZK6118HGE
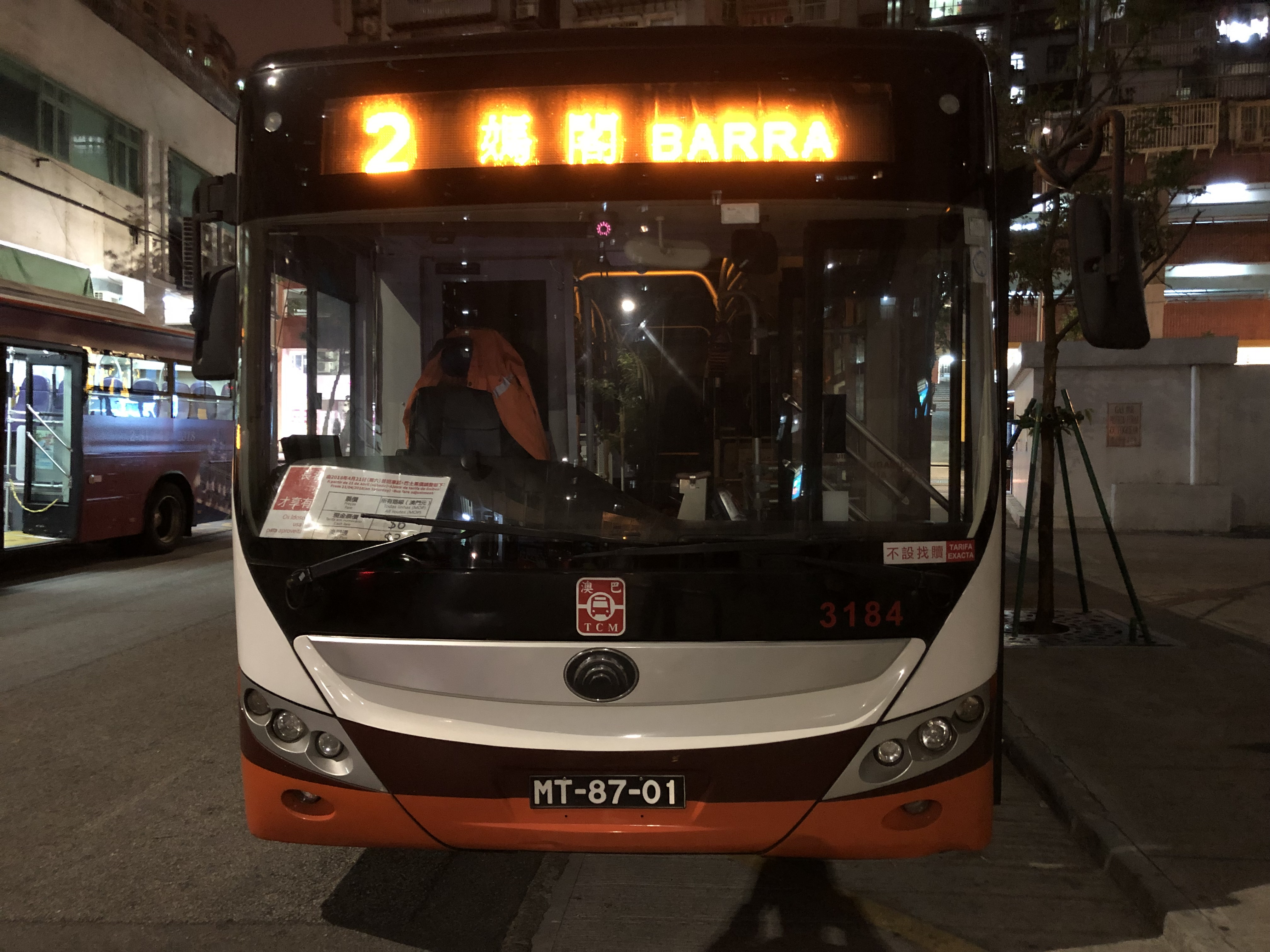
宇通ZK6118HGE
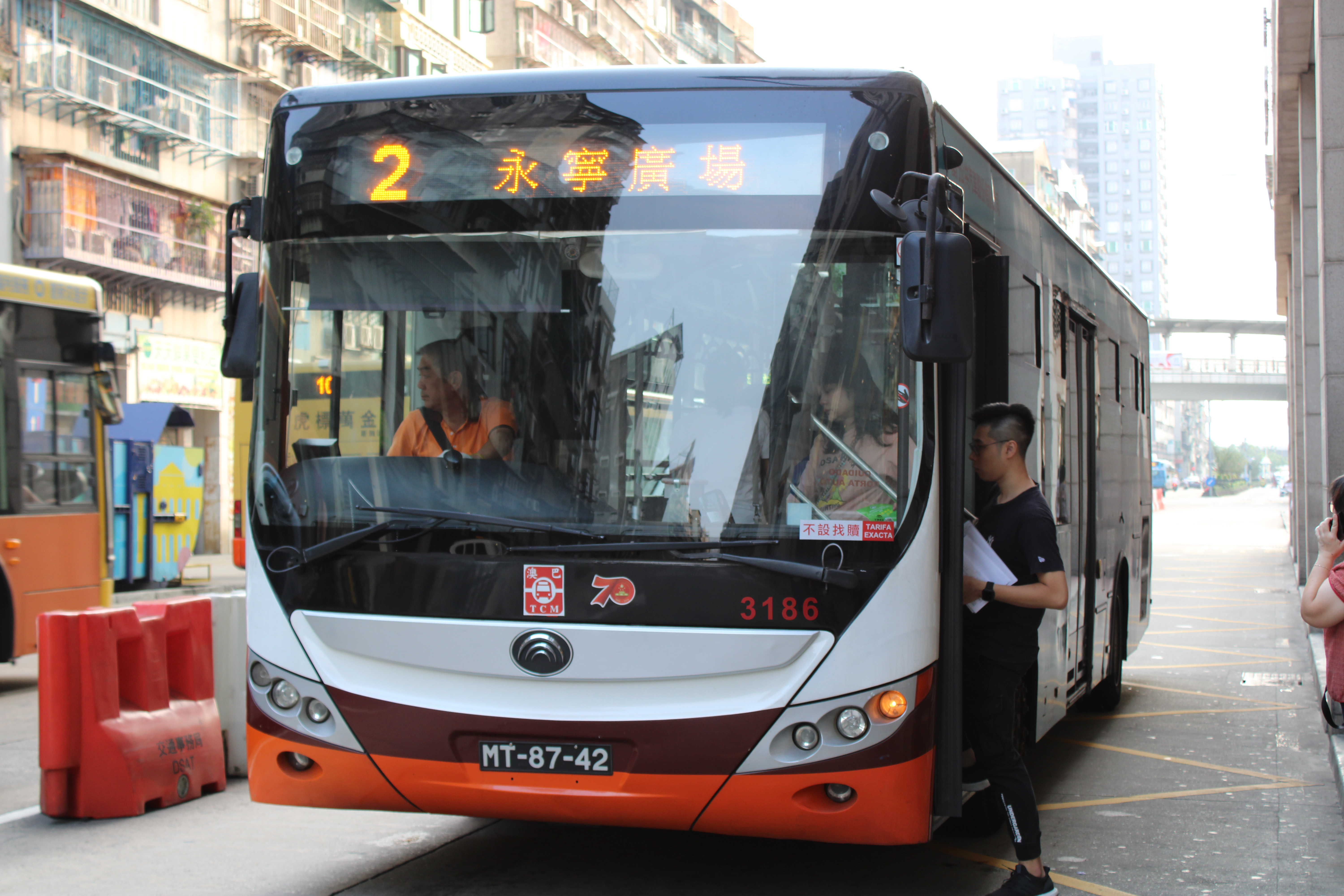
宇通ZK6118HGE
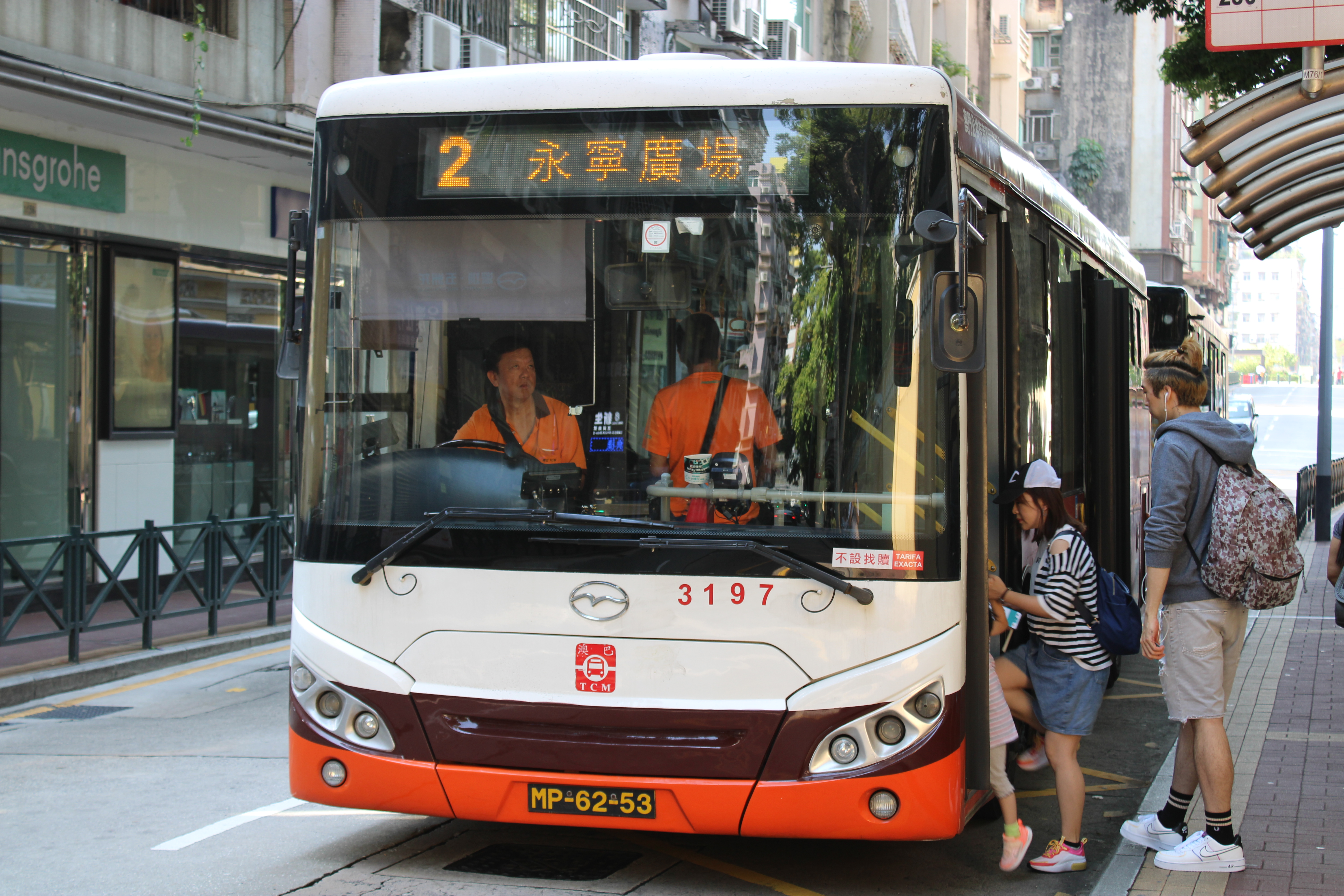
五洲龍FDG6101G
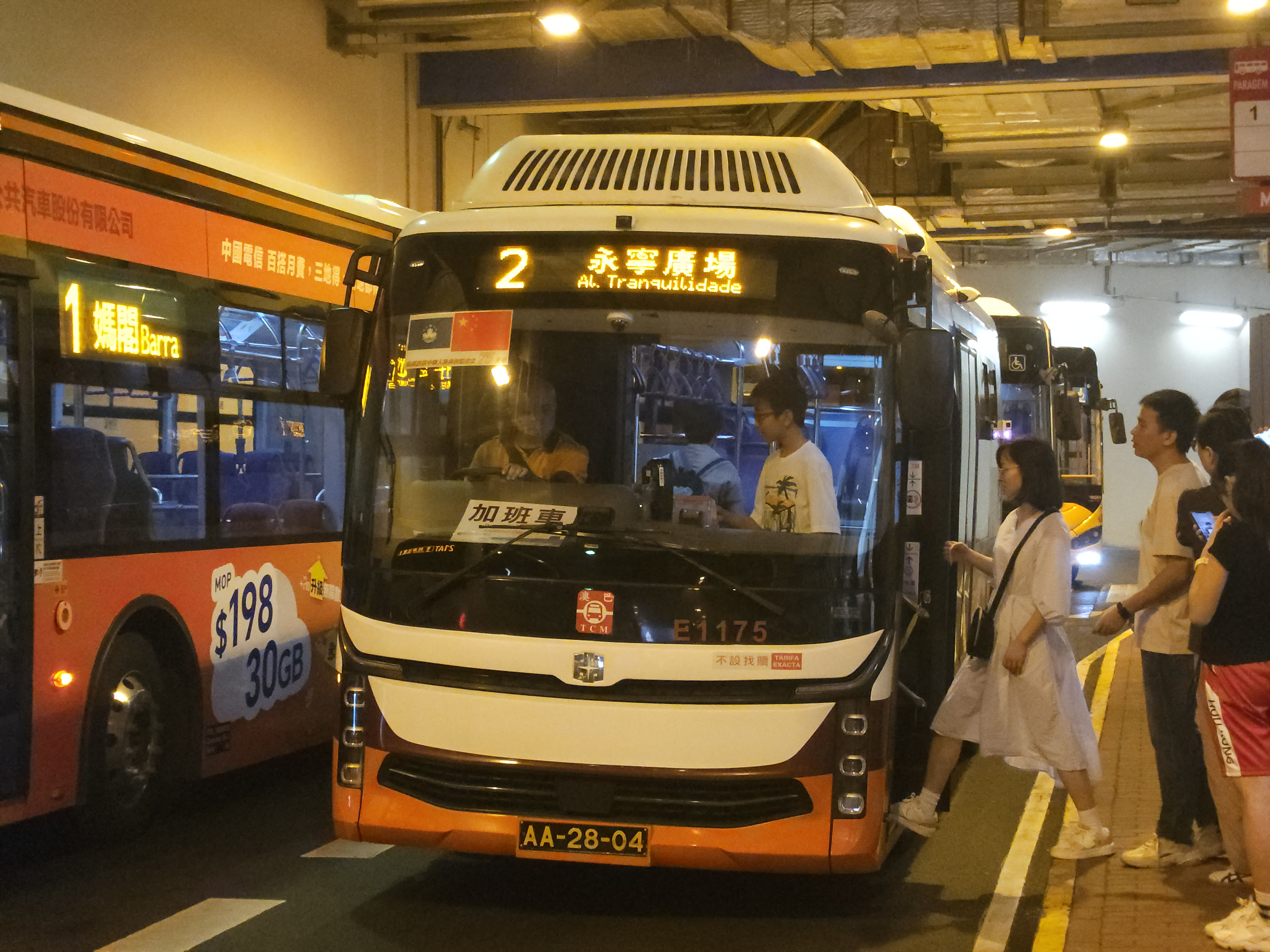
中通LCK6759SHEVG
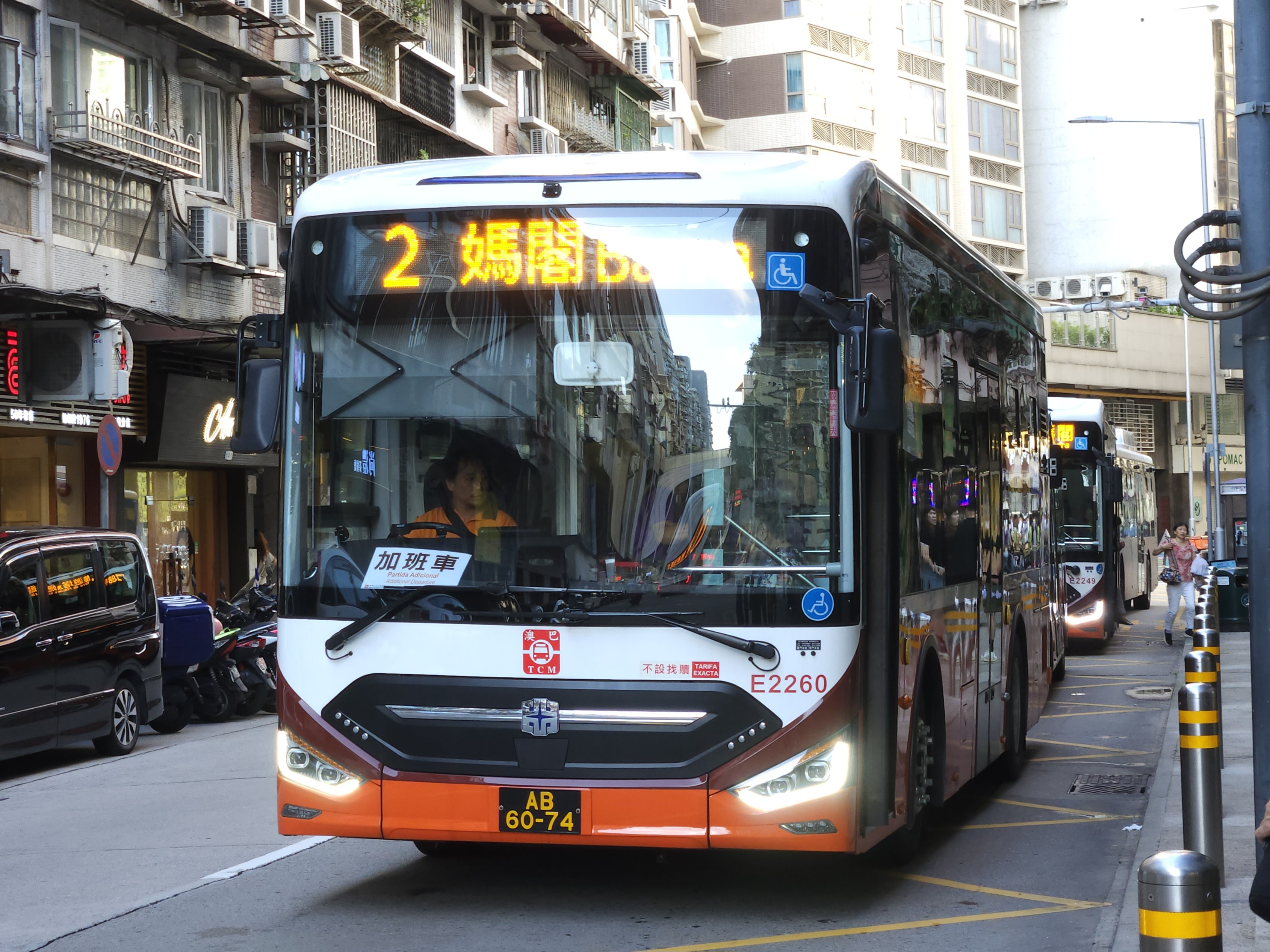
中通LCK6980SHEVG
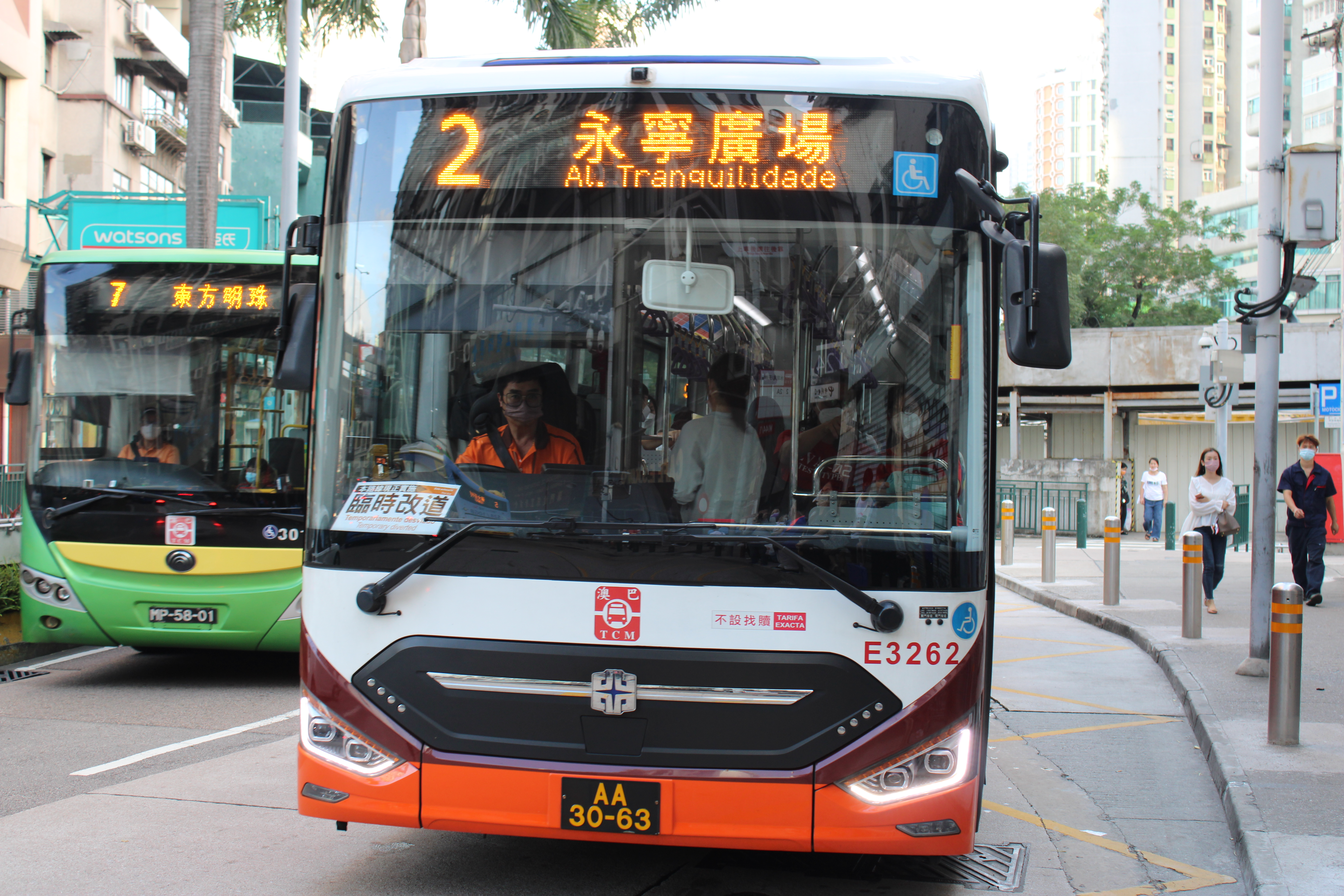
中通LCK6113SHEVG
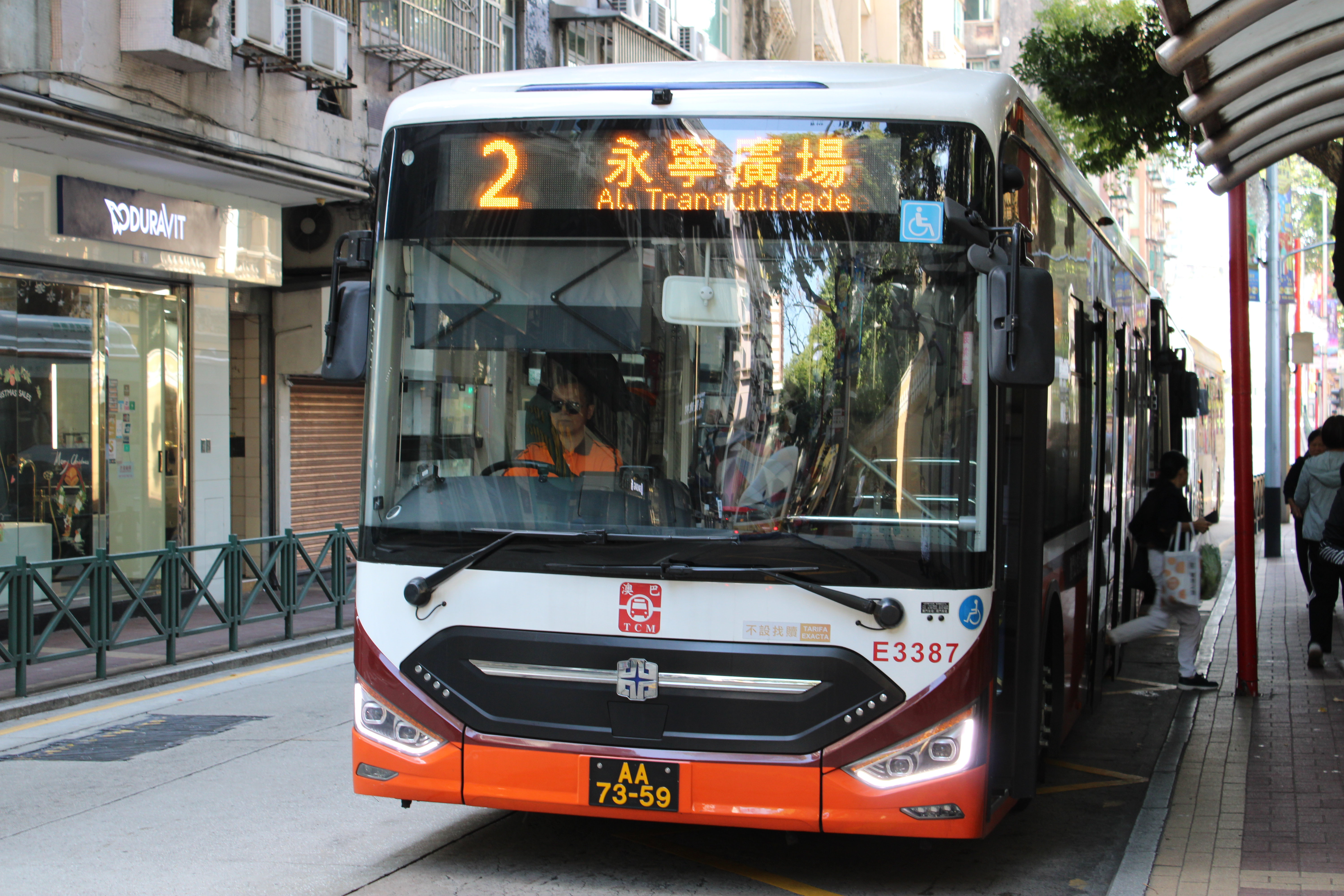
中通LCK6113SHEVG
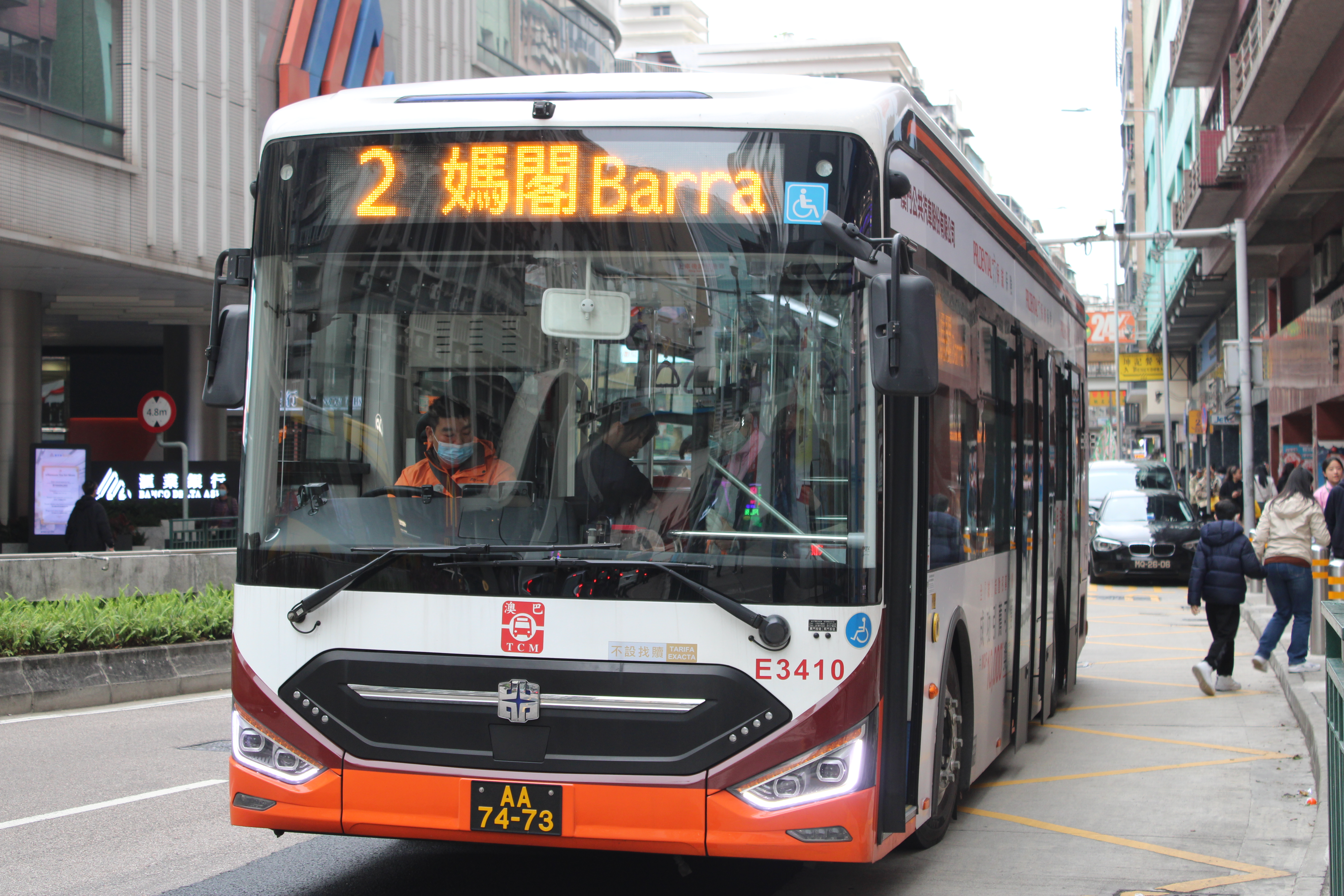
中通LCK6113SHEVG
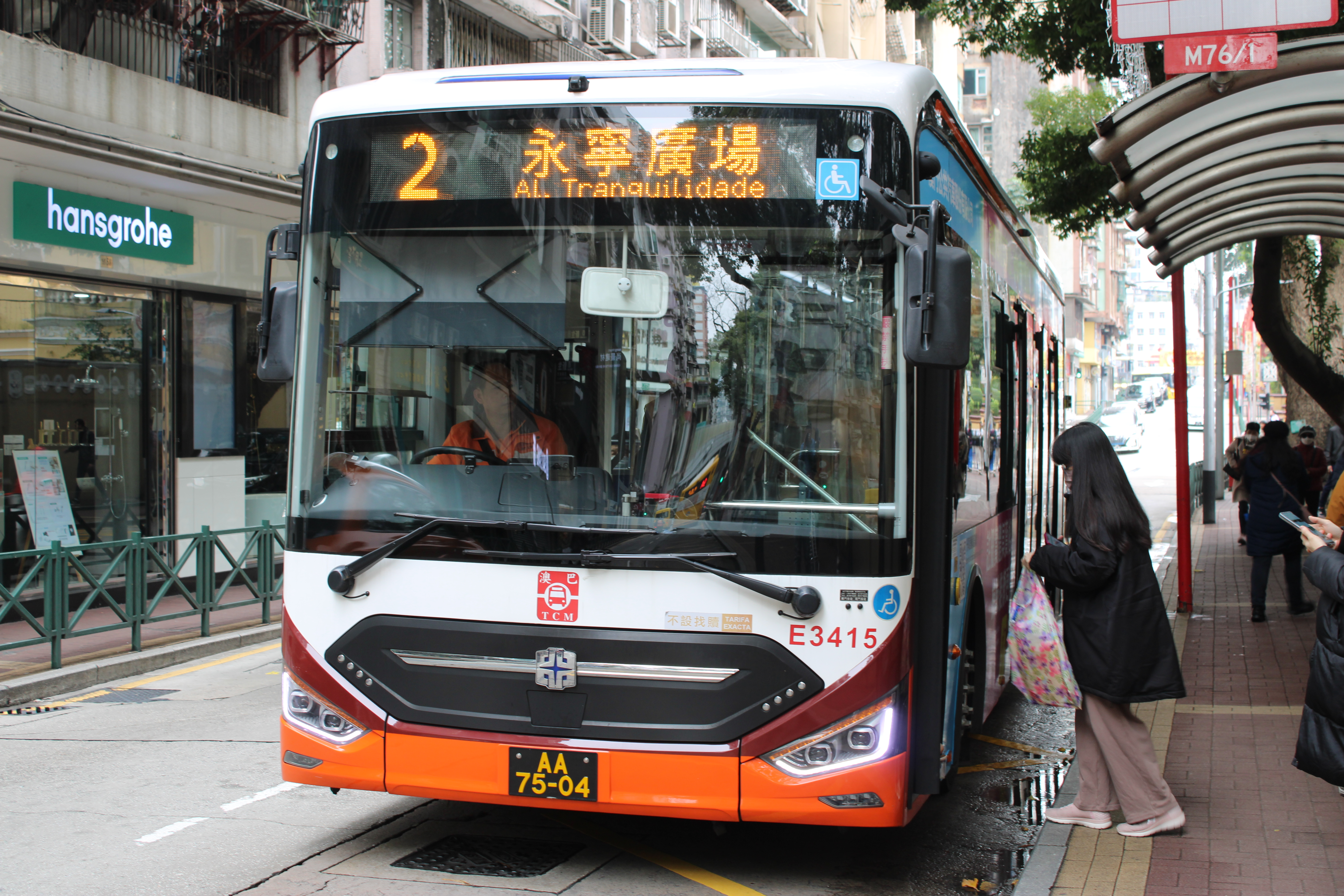
中通LCK6113SHEVG
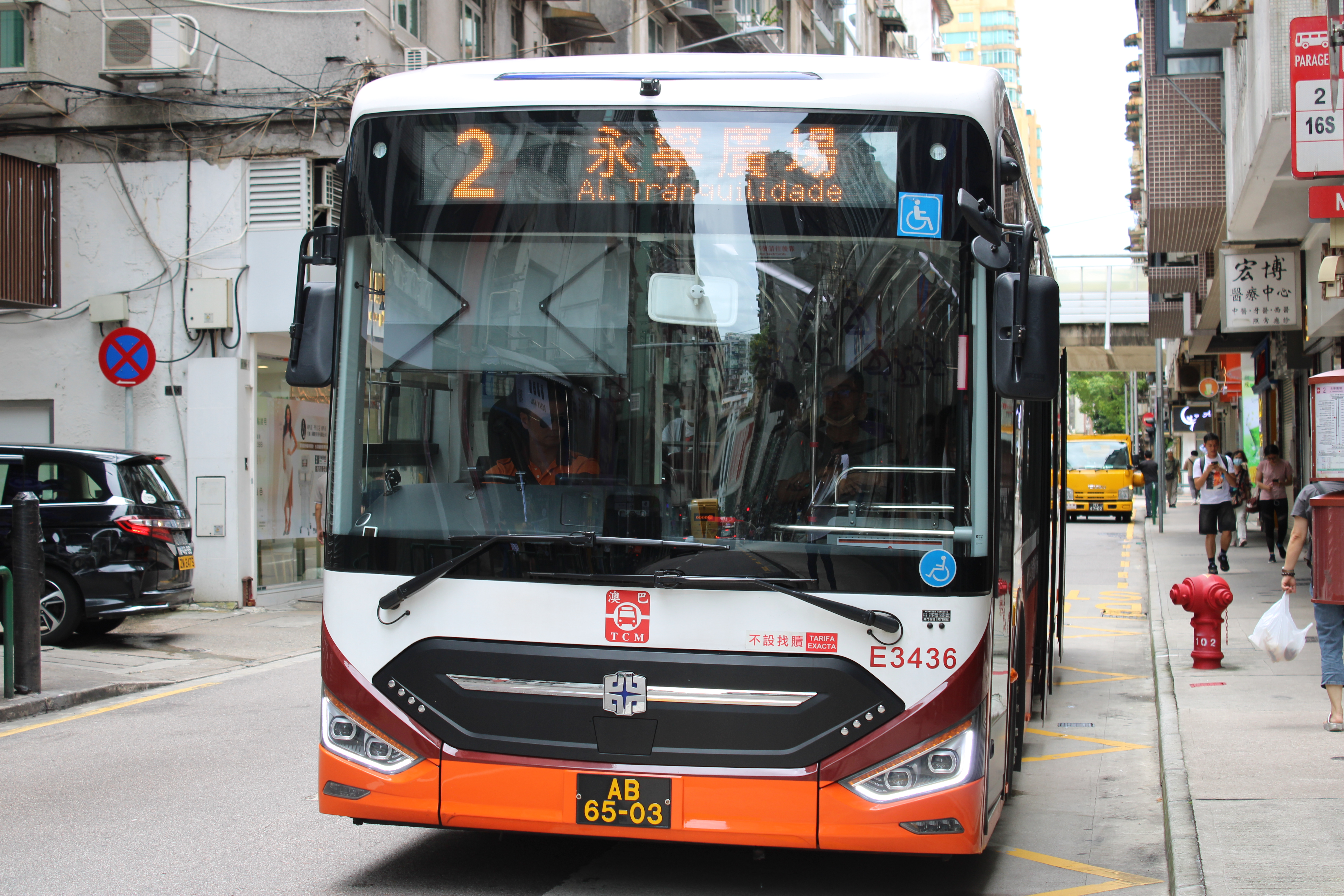
中通LCK6113SHEVG

2017年10月14日-2022年2月27日：
- 宇通ZK6118HGE
- 宇通ZK6115HG1

2022年2月28日起：
- 宇通ZK6118HGE
- 中通LCK6113SHEVG

2022年7月28日-8月1日，8月23日：
- 中通LCK6113SHEVG

2022年8月22日：
- 中通LCK6113SHEVG
- 宇通ZK6105HG
- 廈門金旅XML6105J15

2022年8月2日-8月21日：
- 中通LCK6113SHEVG
- 宇通ZK6118HGE

2022年8月24日：
- 中通LCK6113SHEVG
- 宇通ZK6105HG

2022年8月25日起：
- 中通LCK6113SHEVG

## 電牌
| 往祐漢方向       | 往祐漢方向 | 往祐漢方向 |
| 日期             | 頭牌       | 圖例       |
| ---------------- | ---------- | ---------- |
| 2016年12月10日前 | 順景廣場   |            |
| 2016年12月10日起 | 永寧廣場   |            |
| 往媽閣方向       |            |            |
| 日期             | 頭牌       | 圖例       |
| 開線至今         | 媽閣       |            |
| 2023年1月24日    | 亞馬喇前地 |            |

## 路線資料

### 收費
| 收費類別     | 收費類別                      | 收費類別             | 費用 |
| ------------ | ----------------------------- | -------------------- | ---- |
| 現金         | 現金                          | 現金                 | $6.0 |
| 境外支付工具 | 支付寶（內地及香港）          | 支付寶（內地及香港） | $6.0 |
| 境外支付工具 | 雲閃付 非綁定澳門銀聯卡       |                      | $6.0 |
| 境外支付工具 | 微信支付（內地及香港）        |                      | $6.0 |
| 境外支付工具 | 交通聯合 非澳門發行的全國通卡 |                      | $6.0 |
| 境內支付工具 | 澳門通                        | 全民卡               | $3.0 |
| 境內支付工具 | 澳門通                        | 學生卡               | $1.5 |
| 境內支付工具 | 澳門通                        | 長者卡               | 免費 |
| 境內支付工具 | 澳門通                        | 殘疾卡               | 免費 |
| 境內支付工具 | 聚易用＋                      | 聚易用＋             | $3.0 |

### 服務時間及班距
| 服務時間                     | 服務時間     | 星期一至六  | 星期日 （含公眾假期） |
| ---------------------------- | ------------ | ----------- | --------------------- |
| 永寧廣場總站                 | 永寧廣場總站 | 06:15-00:00 | 06:15-00:00           |
| 媽閣交通樞紐                 | 媽閣交通樞紐 | 06:30-00:20 | 06:30-00:20           |
| 班距                         | 尖峰         | 4-8分鐘     | 6-12分鐘              |
| 班距                         | 離峰         | 6-15分鐘    | 10-15分鐘             |
| 懸掛8號風球後1小時開出尾班車 |              |             |                       |

### 路線停站
| 2    | 永寧廣場 ↔ 媽閣 | 永寧廣場 ↔ 媽閣  | 永寧廣場 ↔ 媽閣    | 永寧廣場 ↔ 媽閣 | 永寧廣場 ↔ 媽閣          | 永寧廣場 ↔ 媽閣    |
| 序號 | 往程            | 往程             | 往程               | 返程            | 返程                     | 返程               |
| 序號 | 站號            | 站名             | 輕軌站／出入境口岸 | 站號            | 站名                     | 輕軌站／出入境口岸 |
| 1    | M214            | 永寧廣場總站     |                    | M3/2            | 媽閣交通樞紐             | 媽閣站             |
| 2    | M220/2          | 祐漢街市         |                    | M198            | 西灣湖景大馬路／媽閣碼頭 |                    |
| 3    | M224            | 永康街／麗華     |                    | M183/2          | 河邊新街／凱泉灣         |                    |
| 4    | M30             | 黑沙環第五街     |                    | M140/2          | 河邊新街／李道巷         |                    |
| 5    | M36/2           | 慕拉士巷         |                    | M137/1          | 內港客運碼頭             | 內港客運碼頭       |
| 6    | M48             | 慕拉士／飛通大廈 |                    | M135/2          | 新馬路／大豐             |                    |
| 7    | M47/2           | 新雅馬路／母親會 |                    | M167            | 南灣大馬路／時代         |                    |
| 8    | M61/1           | 二龍喉公園       |                    | M144/1          | 水坑尾／天神巷           |                    |
| 9    | M73/2           | 得勝花園         |                    | M76/1           | 盧廉若公園               |                    |
| 10   | M152            | 塔石廣場         |                    | M59             | 荷蘭花園                 |                    |
| 11   | M146            | 水坑尾／方圓廣場 |                    | M45             | 荷蘭園／柏蕙             |                    |
| 12   | M171/1          | 中區／殷皇子馬路 |                    | M46/2           | 鮑思高球場               |                    |
| 13   | M142            | 新馬路／金碧坊   |                    | M54             | 電力公司                 |                    |
| 14   | M136/1          | 粵通碼頭         |                    | M49             | 慕拉士馬路／望信樓       |                    |
| 15   | M139/2          | 司打口           | 內港客運碼頭       | M35/2           | 慕拉士馬路／望善樓       |                    |
| 16   | M184            | 河邊新街／街市   |                    | M28/1           | 黑沙環馬路               |                    |
| 17   | M188            | 河邊新街／下環   |                    | M227            | 長壽大馬路／勝意樓       |                    |
| 18   | M203/1          | 媽閣廟站         |                    | M244            | 中心街                   |                    |
| 19   | M3/2            | 媽閣交通樞紐     | 媽閣站             | M214            | 永寧廣場總站             |                    |

### 賽車期間路線停站
| 2    | 永寧廣場 ↔ 媽閣 | 永寧廣場 ↔ 媽閣  | 永寧廣場 ↔ 媽閣 | 永寧廣場 ↔ 媽閣          | 永寧廣場 ↔ 媽閣 | 永寧廣場 ↔ 媽閣 |
| 序號 | 往程            | 往程             | 返程            | 返程                     |                 |                 |
| 序號 | 站號            | 站名             | 站號            | 站名                     |                 |                 |
| 1    | M214            | 永寧廣場總站     | M3              | 媽閣交通樞紐             |                 |                 |
| 2    | M220            | 祐漢街市         | M198            | 西灣湖景大馬路／媽閣碼頭 |                 |                 |
| 3    | M224            | 永康街／麗華     | M183            | 河邊新街／凱泉灣         |                 |                 |
| 4    | M30             | 黑沙環第五街     | M140            | 河邊新街／李道巷         |                 |                 |
| 5    | M47             | 新雅馬路／母親會 | M137            | 內港客運碼頭             |                 |                 |
| 6    | M61             | 二龍喉公園       | M135            | 新馬路／大豐             |                 |                 |
| 7    | M73             | 得勝花園         | M167            | 南灣大馬路／時代         |                 |                 |
| 8    | M152            | 塔石廣場         | M144            | 水坑尾／天神巷           |                 |                 |
| 9    | M146            | 水坑尾／方圓廣場 | M76             | 盧廉若公園               |                 |                 |
| 10   | M171            | 中區／殷皇子馬路 | M84             | 高士德／培正             |                 |                 |
| 11   | M142            | 金碧文娛中心     | M92             | 俾利喇／高士德           |                 |                 |
| 12   | M136            | 粵通碼頭         | M39             | 澳廣視                   |                 |                 |
| 13   | M139            | 司打口           | M28             | 黑沙環馬路               |                 |                 |
| 14   | M184            | 河邊新街／街市   | M227            | 長壽大馬路／勝意樓       |                 |                 |
| 15   | M188            | 河邊新街／下環   | M244            | 中心街                   |                 |                 |
| 16   | M203            | 媽閣廟站         | M214            | 永寧廣場總站             |                 |                 |
| 17   | M3              | 媽閣交通樞紐     |                 |                          |                 |                 |

- 粗體字為大賽車期間臨時停靠站點

## 客量
- 本線雖然是祐漢、黑沙環往返中區和水坑尾的路線之一，但沿途有較多路線選擇（如6A、12、19），加上12及19路線比本線還要快，行車時間更短，本線客量明顯上較12及19路線遜色，不過黑沙環往返中區一帶較有優勢（10路線需經新口岸才到中區，6A路線要行經高士德、沙梨頭才到中區），而黑沙環是人口密度較高地區，不少黑沙環居民會利用本線往返中區通勤，因此尖峰時間都常有客滿情況出現，而且本線晚上班次仍較12、19路線頻密（12、19路線每10分鐘一班，而本線則8分鐘一班），也是本線的優勝之處之一。本線整體客量維持在中高水平。
- 根據2020年公報，本線在2019年度共開出54,226班，乘車人次為4,120,198人次，平均每班接載76人次。

## 本線分流路線
- 澳門巴士2短線（已取消）
- 澳門巴士2A路線

## 重大意外
- 1965年3月，一輛行駛2號線的「布里斯托」L5G型巴士（車牌：M-19-07），由南灣路轉入新馬路時，將一名站於門邊的濠江中學圖書室管理員許錫英先生拋出車外致死，原因是他伸手入褲袋取三毫子買票時，在巴士轉彎時沒有扶好，失去平衡由梯級碌出車外，頭部着地導致傷重死亡。後來，澳葡政府強制規定所有巴士必須裝置掩閘，同時亦規定巴士不能再從新馬路左轉，必須直駛到殷皇子馬路，至約翰四世馬路方能左轉（後來逐漸廢除此規定）；而從南灣街也不能右轉入新馬路，必須在八角亭處右轉約翰四世馬路，右轉殷皇子馬路一段，才能進入新馬路。
- 2008年8月15日，一輛行駛2路線的蘇州金龍KLQ6930G中巴，在荷蘭園大馬路近若翰亞美打街街口停車後，巴士未能再啟動，期間車尾發出響聲，有氣體噴出，車尾底部漏出大量的紅色液體。車長基於安全考慮，立即疏散巴士內20多名乘客到附近的行人路，並安排乘客轉乘下一班同線路巴士，意外中無人受傷。巴士停在馬路時令現場交通受阻，須由交通警員在場指揮交通。而新福利表示事件懷疑因有管道漏波箱油所致，車長基於安全考慮，所以才疏散巴士上乘客，公司對事件表示關注。[26]

## 圖片集

### 新福利時期
- 三菱Rosa
- 蘇州金龍KLQ6930G
- 猛獅13.230 HOCL/R

### 澳巴時期
- 五洲龍FDG6951G
- 五洲龍FDG6951G
- 五洲龍FDG6951G
- 宇通ZK6115HG1
- 宇通ZK6115HG1
- 宇通ZK6105HG
- 宇通ZK6118HGE
- 宇通ZK6118HGE
- 宇通ZK6118HGE
- 五洲龍FDG6101G
- 中通LCK6759SHEVG
- 中通LCK6980SHEVG
- 中通LCK6113SHEVG
- 中通LCK6113SHEVG
- 中通LCK6113SHEVG
- 中通LCK6113SHEVG
- 中通LCK6113SHEVG

## 外部連結
- （繁體中文）澳門公共汽車有限公司 （页面存档备份，存于）